# Cola Turka
Cola Turka es una marca de refrescos de cola de Turquía que también se vende en Alemania.
Esta gaseosa es fabricada por la empresa alimentaria Ülker. 

## Historia
Fue presentada a mediados de junio de 2003. El lanzamiento, acompañado de una potente campaña publicitaria, se vio beneficiado por un sentimiento antiestadunidense propiciado por el inicio de la Guerra de Irak y la negativa del Gobierno de Bush de confiar a este país el despliegue de tropas en el Kurdistán.
Además, pocos días antes once soldados turcos fueron detenidos, lo que hizo que se levantara un boicot hacia todo tipo de productos estadounidenses, entre los cuales Coca-Cola fue la más perjudicada debido a su posición en el mercado de este tipo de bebidas. El enfrentamiento llegó incluso al campo político, ya que el hijo del primer ministro, Recep Tayyip Erdoğan, era el distribuidor del producto local, mientras que el ex primer ministro, Mesut Yilmaz, era el principal distribuidor de Coca-Cola.